# Eblaïtisch
Eblaïtisch is een uitgestorven Noord-Semitische taal die geschreven werd in spijkerschrift, afgeleid van het Sumerische spijkerschrift. Het Eblaïtisch werd hoofdzakelijk in en om de stad Ebla gebruikt. In deze stad heeft men een kleitablettenbibliotheek gevonden, met tabletten in het Eblaïtisch.